# Sha-Amun-en-su
Sha-Amun-en-su (« les champs fertiles d'Amon » en égyptien ancien) est une prêtresse chanteuse égyptienne qui vivait à Thèbes pendant la première moitié du VIIIe siècle, exerçant les fonctions cérémonielles au temple de Karnak, dédié au dieu Amon.
Après sa mort, qui survient alors qu'elle a environ 50 ans, la chanteuse est momifiée et placée dans un sarcophage en stuc et bois polychrome. Depuis son scellement, il y a plus de 2 700 ans, le sarcophage de Sha-Amun-en-su n'a jamais été ouvert, conservant à l'intérieur la momie de la chanteuse, une caractéristique qui lui conférait une extrême rareté.
Le sarcophage et sa momie sont offerts en cadeau à l'empereur brésilien Pierre II en 1876 lors de son deuxième voyage en Égypte par le khédive Ismaïl Pacha. Présentés au palais de Saint-Christophe, qui abrite la collection privée de Pierre II jusqu'à la proclamation de la république en 1889, ils sont intégrés par la suite à la collection égyptienne du musée national de l'université fédérale de Rio de Janeiro. Ils sont détruits dans l'incendie du 2 septembre 2018, avec presque tous les artefacts archéologiques exposés en permanence.

## Biographie

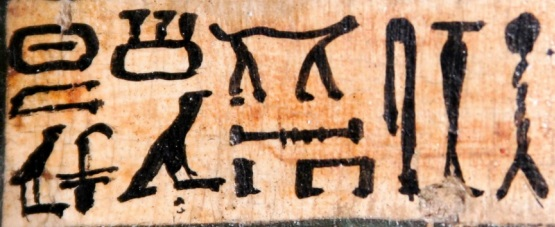
Inscriptions, figurant sur son sarcophage, donnant le nom et le titre de Sha-Amun-en-su.

Sha-Amun-en-su naît vers 800 av. J.-C. durant la XXIIe dynastie. Son nom et presque tout ce que l'on sait d'elle provient des informations en hiéroglyphes qui figuraient sur son sarcophage. On la connaît sous le nom de « chanteuse du sanctuaire d'Amon », ce qui signifie qu'elle était une chanteuse ayant des fonctions sacerdotales, en service au temple de Karnak, dévolu au culte du dieu Amon, dans l'ancienne cité de Thèbes, actuelle Louxor. Thèbes était l'un des principaux centres religieux de l'ancienne Égypte, regroupant de nombreux temples et des centaines de personnes tels que les prêtres, les scribes, les chanteurs, les musiciens, les dirigeants et les ouvriers. Karnak en était le temple principal,,.
Il y avait plusieurs catégories de chanteuses ayant des fonctions sacerdotales dans le culte d'Amon ; Sha-Amun-en-su faisait partie du groupe le plus important, appelé Heset, constitué de femmes exerçant des fonctions rituelles qui chantaient des hymnes en l'honneur du dieu à l'occasion des cérémonies et festivités, en tant que solistes parfois accompagnées d'un chœur. La tradition Heset, à Thèbes, dura du IXe au VIe siècle[réf. nécessaire] Outre chanter, ces femmes étaient chargées d'aider les « épouses du dieu Amon » durant les rituels.
Les femmes d'Heset n'étaient pas obligées de vivre en permanence au temple et beaucoup d'entre elles ne s'y rendaient que pour accomplir les cérémonies. Elles obéissaient néanmoins à un strict code de conduite. Elles étaient censées être chastes et, quoique pas nécessairement vierges, elles étaient considérées comme particulièrement « pures », dans la mesure où elles exerçaient des fonctions symboliques dans le temple d'Amon. Bien qu'elles ne soient pas membres de la noblesse, les chanteuses étaient choisies parmi les élites locales et préparées à leurs fonctions dès leur plus jeune âge ; elles étaient adoptées par une chanteuse plus âgée qui leur servait de mentor et, de facto, de mère adoptive,.
On ne connaît rien de la famille biologique ni de la famille adoptive de Sha-Amun-en-su. On pense que, comme la plupart des membres d'Heset, elle venait d'une famille riche ayant des relations avec le monde de la prêtrise. Grâce à une inscription sur un autre sarcophage, actuellement conservé au Musée égyptien du Caire, on sait en revanche qu'elle avait une fille adoptive ; le cercueil d'une chanteuse, nommée Merset-Amun, porte un texte disant qu'elle était la « fille de Sha-Amun-en-su, chanteuse du culte d'Amon ». Sha-Amun-en-su a vécu environ cinquante ans d'après les recherches faites au laboratoire du musée national d'égyptologie à Rio de Janeiro. Les causes de sa mort ne sont pas connues,.

## Momie

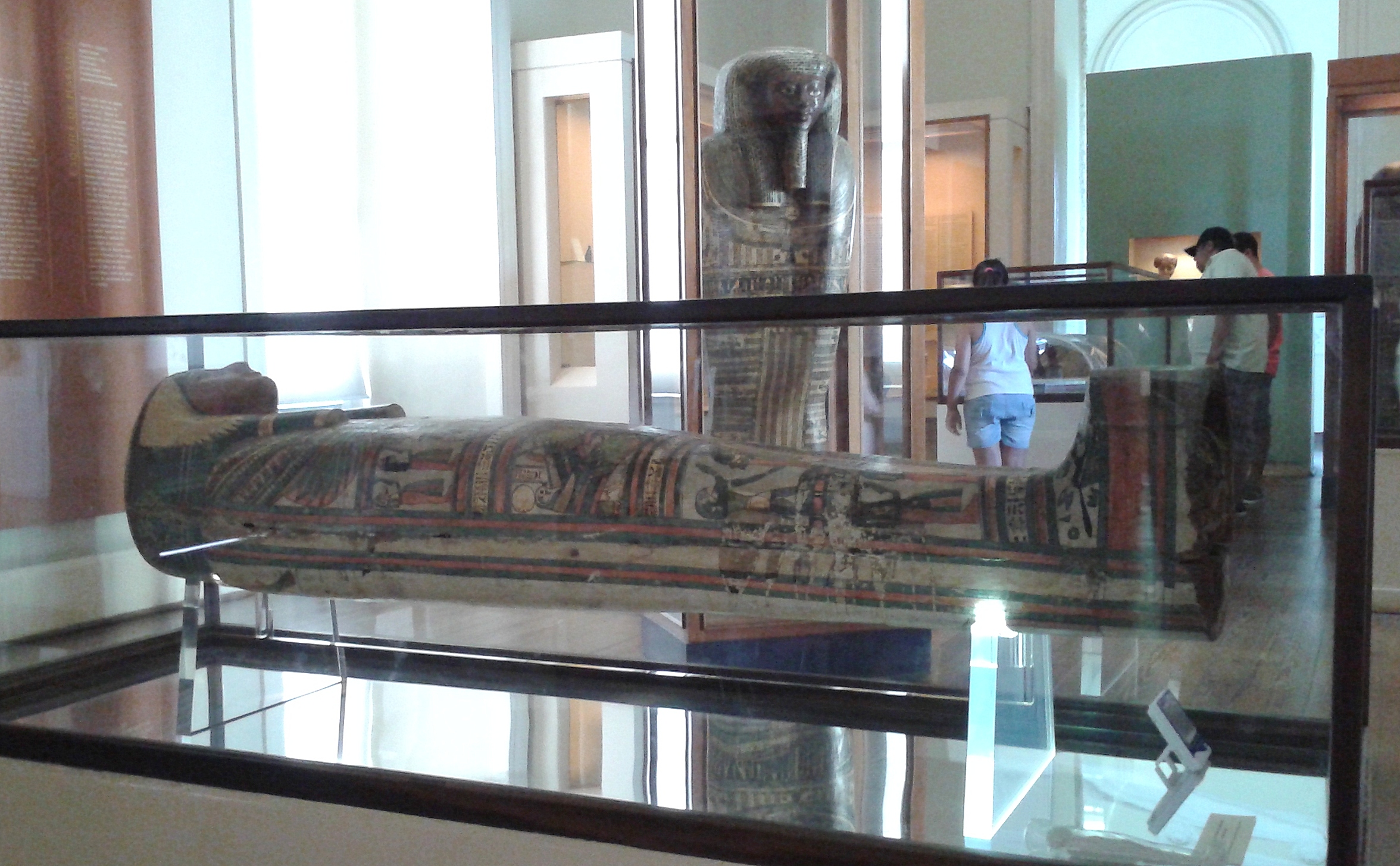
Sarcophage de Sha-Amun-en-su.

Après la mort de la chanteuse, son corps fut momifié par les prêtres égyptiens et placé dans un sarcophage. Le couvercle de ce dernier n'a jamais été retiré ce qui fait que la momie n'a pas pu être examinée de visu. Ce qu'on sait de la momie et de l'intérieur du sarcophage provient donc d'examens aux rayons X, de tomographies et de scans en trois dimensions. L'ensemble constitué par la momie et son sarcophage possède une grande importance historique et scientifique, notamment en ce qui concerne la connaissance des pratiques funéraires liées au temple d'Amon, car les momies des chanteuses égyptiennes sont rares et encore plus rares sont celles déposées dans un sarcophage.
Plusieurs caractéristiques du processus de momification sont très particulières et accentuent son caractère de rareté. La majeure partie des processus de momification suivent une procédure traditionnelle : éviscération du corps qui est ensuite enveloppé dans des bandages en lin. Les recherches coordonnées par le conservateur des collections égyptiennes 
au Musée national de l'université fédérale de Rio de Janeiro, Antonio Brancaglion Junior (pt), ont montré que la gorge de la momie était recouverte de bandages imprégnés de résine. Cela semble indiquer que les prêtres chargés de la momification ont voulu préserver une zone vitale pour une chanteuse ayant des fonctions rituelles, sachant que, selon les croyances de l'époque, elle était susceptible de continuer à exercer ses talents dans l'au-delà.
L'Institute of Oriental Studies de l'université de Chicago possède dans ses collections une autre momie dans un sarcophage scellé, appelée Méresamon (« l'aimée d'Amon »). Elle avait environ trente ans au moment de sa mort. À l'instar de Sha-Amun-en-su, c'était une chanteuse d'Amon de l'époque de la XXIIe dynastie et, comme elle, elle présente une sorte de protection sur la gorge. Sa bouche et sa gorge sont doublées d'une protection rembourrée, apparemment faite d'un amalgame terrreux et de bandages. Sur la base de ces caractéristiques communes aux deux momies, Brancaglion a émis l’hypothèse selon laquelle il existait des normes de momification spécifiques pour les femmes chargées de chanter dans le temple de Karnak.
Les analyses anatomiques de Sha-Amun-en-su n'ont pas permis de déterminer les causes de sa mort, survenue alors qu'elle avait environ cinquante ans. Le corps semblait en bon état et ne pas présenter de traces de blessures ou de traumatismes. Le corps présentait aussi une rareté concernant sa dentition : à l'exception d'une seule, toutes les dents étaient présentes. Un scannage laser, mené par l'université pontificale catholique de Rio de Janeiro, a permis de réaliser un modèle numérique en trois dimensions du squelette de la chanteuse.

## Objets funéraires
Une analyse tomographique, réalisée par l'Institut Oswaldo-Cruz, a permis d'identifier plusieurs amulettes contenues dans le sarcophage dont une représentant un scarabée, en lien avec la croyance de la résurrection. De forme ovale, il était fait d'une pierre verte sertie dans une plaque d'or avec un collier de même matière et le nom de la chanteuse y était gravé en hiéroglyphes. Ce genre d'objet était souvent placé sur la poitrine des momies ; il avait pour fonction de «  remplacer » le cœur, ôté au moment de l'éviscération, et était censé préserver l'intégrité du défunt dans l'au-delà, ses fonctions, son état et autres caractéristiques que les anciens Égyptiens pensaient être en relation avec le cœur, telles l'intelligence et les sentiments,.

## Sarcophage
Le sarcophage de Sha-Amun-en-su était en bois et stuc avec des décorations polychromes. Il mesurait 1,58 m et avait été confectionné vers 750 av. J.-C. Scellé depuis presque trois mille ans, il n'avait jamais été ouvert. Il était représentatif de l'art funéraire des VIIIe et IXe siècles av. J.-C. avec une profusion de références à la théologie hiélopolitaine.
Le couvercle était orné de la représentation d'un visage féminin, qui cherchait à représenter la couleur naturelle de la peau. Ce visage était surmonté d'une coiffe bleue, décorée d'ailes de vautour jaunes et de rubans jaunes et rouges. Des nuances de vert foncé, de rouge et de jaune se détachaient sur fond blanc. À la hauteur de la poitrine, il y avait la figure de la déesse Nout et la représentation d'un oiseau à tête de bélier, dont les ailes s'étendaient sur le couvercle, symbolisant la protection. Les griffes et la queue de l'oiseau étaient flanquées de deux serpents (uræus), l'un avec la couronne de Haute-Égypte et l'autre avec la couronne de Basse-Égypte. Les quatre enfants d'Horus étaient représentés en deux paires, une paire devant chaque serpent, à droite avec une tête humaine et une tête de babouin, à gauche avec une tête de chacal et une tête de faucon. Dans la région des jambes, figuraient des amulettes du dieu Osiris, flanquées de divinités. Les deux moitiés du sarcophage étaient séparées par le signe ânkh, symbole de vie, qui se répétait sur deux autres rubans. Enfin, il y avait une représentation du « ba » de la chanteuse. Le « ba » était une des composantes spirituelles de l'être humain, des dieux et des animaux, un principe métaphysique lié à l'individualité de l'être et un élément dynamique qui était censé se séparer du corps après la mort, s'approchant, en cela, du concept occidental d'âme.
À l'arrière et à l'extérieur du sarcophage, se trouvait une représentation du pilier Djed, signe de stabilité associé à Osiris, le dieu égyptien de l'au-delà, qui régnait sur le monde souterrain et les morts. Dans différentes parties du cercueil, se trouvaient des bandes avec des inscriptions hiéroglyphiques, analysées et étudiées par différents égyptologues, tels Kenneth Anderson Kitchen et Alberto Childe. Kitchen a été le premier à identifier la momie, déchiffrant deux bandes distinctes de hiéroglyphes qui associaient son nom à son métier. La première bande portait l'inscription « une offrande que le roi fait [à] Osiris, chef de l'Occident, grand Dieu, seigneur d'Abydos, faite pour [?] la chanteuse du sanctuaire [d'Amon], Sha-Amun-en-su. » Dans la deuxième ligne de hiéroglyphes, on lisait : « une offrande que le roi fait à Ptah-Sokar-Osiris, seigneur du sanctuaire Shetayet, faite pour le chantre du sanctuaire d'Amon, Sha-Amun-en-su ».

## Découverte et conservation

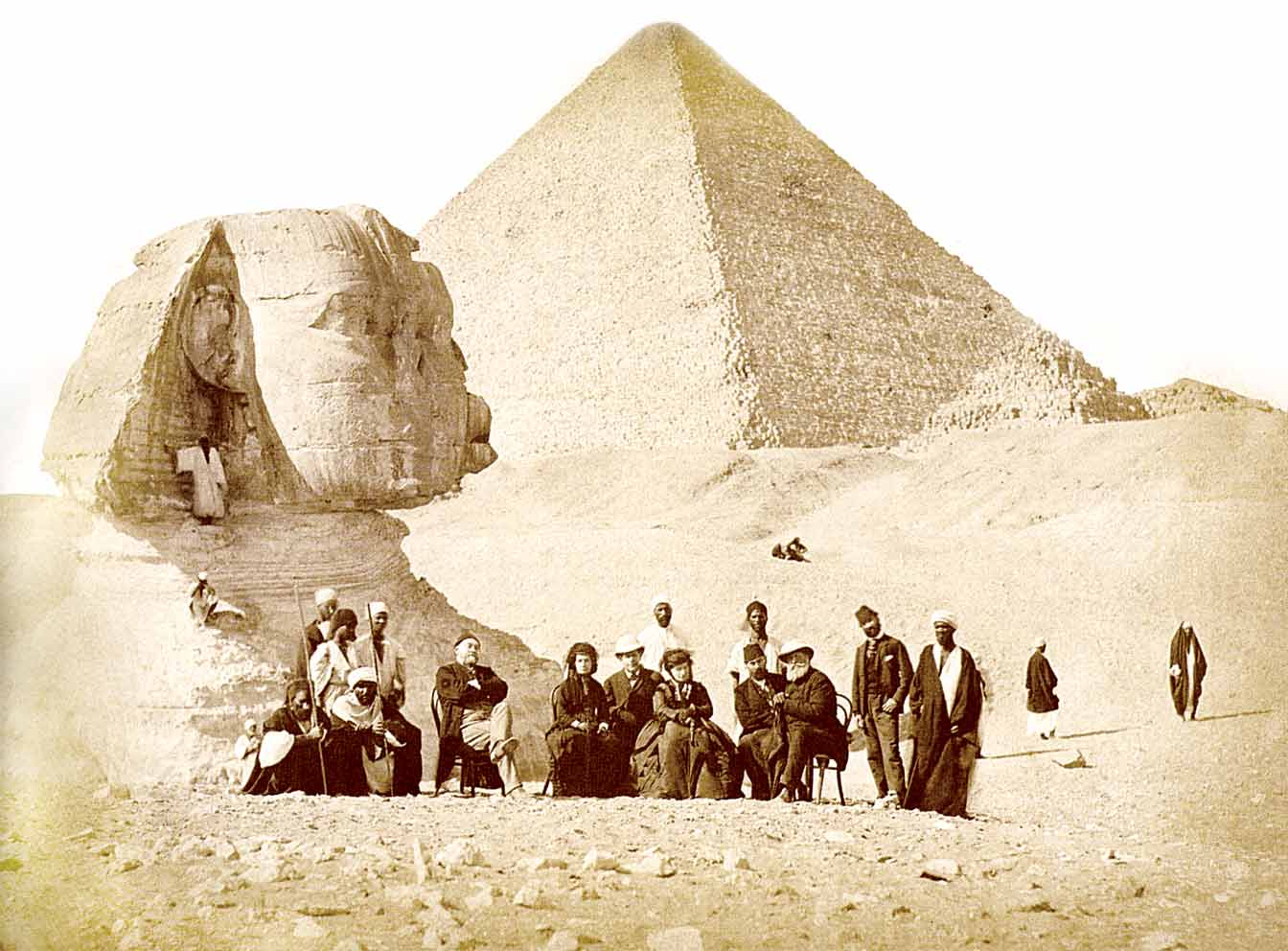
L'empereur Pierre II et son entourage, visitant l'Égypte, en 1876.

La date et le site archéologique exact où le cercueil a été trouvé ne sont pas connus (bien que l'on sache qu'il provient du vaste complexe occidental de Thèbes), et on a aucune information sur le processus d'intégration du cercueil dans les collections du Khédivat d'Égypte,. 
En 1876, lors de la deuxième visite de l'empereur du Brésil Pierre II en Égypte, le sarcophage fut offert en cadeau au monarque brésilien par Ismaïl Pacha. Égyptologue amateur et passionné de culture égyptienne, il avait une affection particulière pour ce sarcophage, qui devint rapidement l'une des pièces les plus importantes de sa collection privée. L'empereur le gardait debout dans son bureau, au palais de Saint-Christophe,.
Lors de son séjour dans le bureau de Pierre II, le sarcophage a été endommagé, un jour de tempête. Poussé par le vent, il est tombé, s'écrasant sur l'une des fenêtres du bureau, cette chute fragilisant et abîmant le côté gauche. Le sarcophage a été restauré par la suite, mais l'intervention resta visible depuis lors. D'autres restaurations ont été réalisées au cours des décennies suivantes dans le but d'éliminer, avant tout, les menaces de termites et de guêpes, attirées par l'ancienneté du bois,,.
Le sarcophage est resté au palais de Saint-Christophe après la Proclamation de la République en 1889, et a ensuite été intégré dans la collection d'archéologie égyptienne du Musée national de Rio de Janeiro, créé dans ce même palais. Le sarcophage était considéré comme l'une des pièces les plus remarquables de la collection égyptienne de ce musée, ayant servi de base à un grand nombre de recherches scientifiques, thèses et monographies, développées par des chercheurs de l'Université fédérale de Rio de Janeiro et d'autres institutions scientifiques et universitaires brésiliennes de différentes parties du monde,. 
Le 2 septembre 2018, un incendie majeur a détruit le bâtiment du Musée national et une grande partie de la collection exposée, y compris le sarcophage de Sha-Amun-en-su, avec sa momie et tous les objets votifs qu'il contenait. Dans cet incendie, les autres momies et sarcophages de la collection, ainsi que la majeure partie de la collection archéologique, ont également disparu. L'incendie a bouleversé les milieux académiques, scientifiques et culturels du Brésil et du monde,.